# Zoë Paleologos
Zoë Paleologos, senere kendt som Sofia Palaiologina (født mellem 1440 og 1449 - 7. april 1503) var en storfyrstinde af Moskva, gift med storfyrst Ivan 3. af Moskva. 
Hun var datter af den byzantinske fyrst Thomas Palaeologus, despot af Morea, og broderdatter til Byzans sidste kejser. Hendes familie flygtede til Rom efter den osmanniske erobring af Morea 1460. Selv om hun fødtes som ortodoks, er det muligt, at hun fik en katolsk opdragelse. År 1469 foresloges et ægteskab mellem hende og Ivan af Moskva af pave Paul 3. som led i et forsøg på at forene den katolske og ortodokse kirke. Den 12. november 1472 giftede hun sig med Ivan i Moskva. Hendes navn ændredes i Rusland til Sofia.
Sofia anses at have øvet indflydelse på Ivans politik. Hun blev beskrevet som en "klog" kvinde hvis forslag, Ivan rettede sig efter. Hun var rystet over Ivans rituelle underkastelse som vasal under tatarerne i 1472 og overtalte ham i 1480 til at afbryde Moskvas tribut til tatarerne. Hun indførte det byzantinske hofceremoniel i Moskva. Modsat andre kongelige og adelige kvinder i Rusland, behøvede Sofia åbenbart ikke at leve isoleret i kvindeafdelingen af paladset; det omtales i stedet hvorledes hun tog imod udenlandske udsendinge ligesom dronninger i Vesteuropa. På sin dødsseng overtalte hun ægtefællen at udpege hendes søn til tronfølger i stedet for hans sønnesøn, som det havde været planen tidligere. 
 Der er for få eller ingen kildehenvisninger i denne artikel, hvilket er et problem. Du kan hjælpe ved at angive troværdige kilder til de påstande, som fremføres i artiklen.